# 파키스탄 공군
파키스탄 공군(우르두어: پاک فِضائیہ,)은 파키스탄군의 공중전 부서로, 주로 파키스탄의 공중 방어를 임무로 하며, 부차적인 역할은 파키스탄 육군과 해군에, 3차적으로는 파키스탄에 전략 공수 능력을 제공한다. 2021년 현재 국제전략문제연구소에 따르면 파키스탄 공군은 70,000명 이상의 현역 인력을 보유하고 있으며 최소 970대의 항공기를 운용하고 있다. 그것의 주요 임무와 임무는 "다른 서비스들과 함께 파키스탄의 가장 효율적이고, 확실하며, 비용이 많이 드는 공중 방어를 제공하는 것"이다. 1947년에 설립된 이래로, 파키스탄 공군은 파키스탄군의 작전과 구호 노력에 항공 지원을 제공하면서, 다양한 전투 작전에 참여해오고 있다. 제243조에 따라, 파키스탄 헌법은 파키스탄의 대통령을 파키스탄군의 민간인 총사령관으로 임명한다. 공군 참모총장(CAS)은 법령에 의해, 4성급 항공 장교는 파키스탄의 수상으로부터 필요한 협의와 확인을 받아 대통령에 의해 임명된다.

## 역사

### 아프가니스탄 전쟁
파키스탄 공군은 아프가니스탄에서 파키스탄군이 탈레반 요원들을 철수시킨 혐의에 주요한 역할을 한 것으로 추정된다. 그러나 파키스탄과 미국 관리들은 그러한 공수가 일어나는 것을 부인했다.

### 2008년 뭄바이 테러 이후 공중 경보
2008년 뭄바이 테러 이후, 파키스탄 공군은 인도의 잠재적인 비난과 공격을 예상하고 경계 태세에 돌입했다. 모든 전시 지역에 배치되었고 정기적인 전투 항공 순찰을 시작했다. 배치의 속도와 강도, 그리고 파키스탄 공군의 준비 태세는 인도 육군 최고사령부를 놀라게 했고, 이후 보도에 따르면 이것이 인도가 파키스탄 내 국경을 넘나들지 않기로 한 결정에 영향을 미친 주요 요인이었다고 한다. 파키스탄 공군은 인도의 외무장관 프라나브 무케르지가 파키스탄의 대통령 아시프 알리 자르다리에게 전화를 한 후, 인도로부터 공습이 발생할 경우 즉각적인 반격을 시작하라는 명령을 받았다.

### 2011년 미군의 아보타바드 공습
파키스탄 공군은 오사마 빈라덴을 사살하기 위해 미군 헬기가 아보타바드에 진입하기 전 23시경 잘랄라바드 국경 인근에서 비행기 6대가 이동했다고 보고한 것으로 초기 조사 보고서에서 밝혀다. "비행기 1대는 미국의 AWACS로 확인되었고 나머지 5대는 미국의 F-18 제트기로 확인되었습니다. 이 비행기들은 파키스탄 국경 근처를 비행했지만 파키스탄 영공으로 넘어가지 않았습니다."
침입이 감지되자 방공 경보를 발령한 파키스탄 공군 제트기는 긴급 발진했고 파키스탄 공군은 표준 운영 절차에 따라 즉시 적절한 운영 조치를 취했다. 파키스탄 공군 항공기는 이른 아침까지 아보타바드 지역에 계속 주둔했고 나중에 공군 기지로 돌아왔다.
하지만 그렇게 많은 비도둑 항공기들이 파키스탄 영공에 진입했고, 주요 작전을 수행하기 위해 3시간 동안 머물렀고, 미국 헬기가 떠난 지 24분 만에 PAF 제트기가 위치에 도착했다는 사실은 파키스탄 공군 고위 관계자가 "파키스탄 역사상 가장 당혹스러운 사건 중 하나"라고 표현하게 했다.

### 2022년 파키스탄의 아프가니스탄 공습
2022년 4월 16일, 아프가니스탄과의 국경을 따라 파키스탄군의 두 차례 공습으로 최소 47명이 사망하고 22명이 부상했다. 탈레반은 카불 주재 파키스탄 대사를 소환하여 아프가니스탄 내 군사 공습에 반대하는 시위를 등록했다.

## 현대화 및 인수

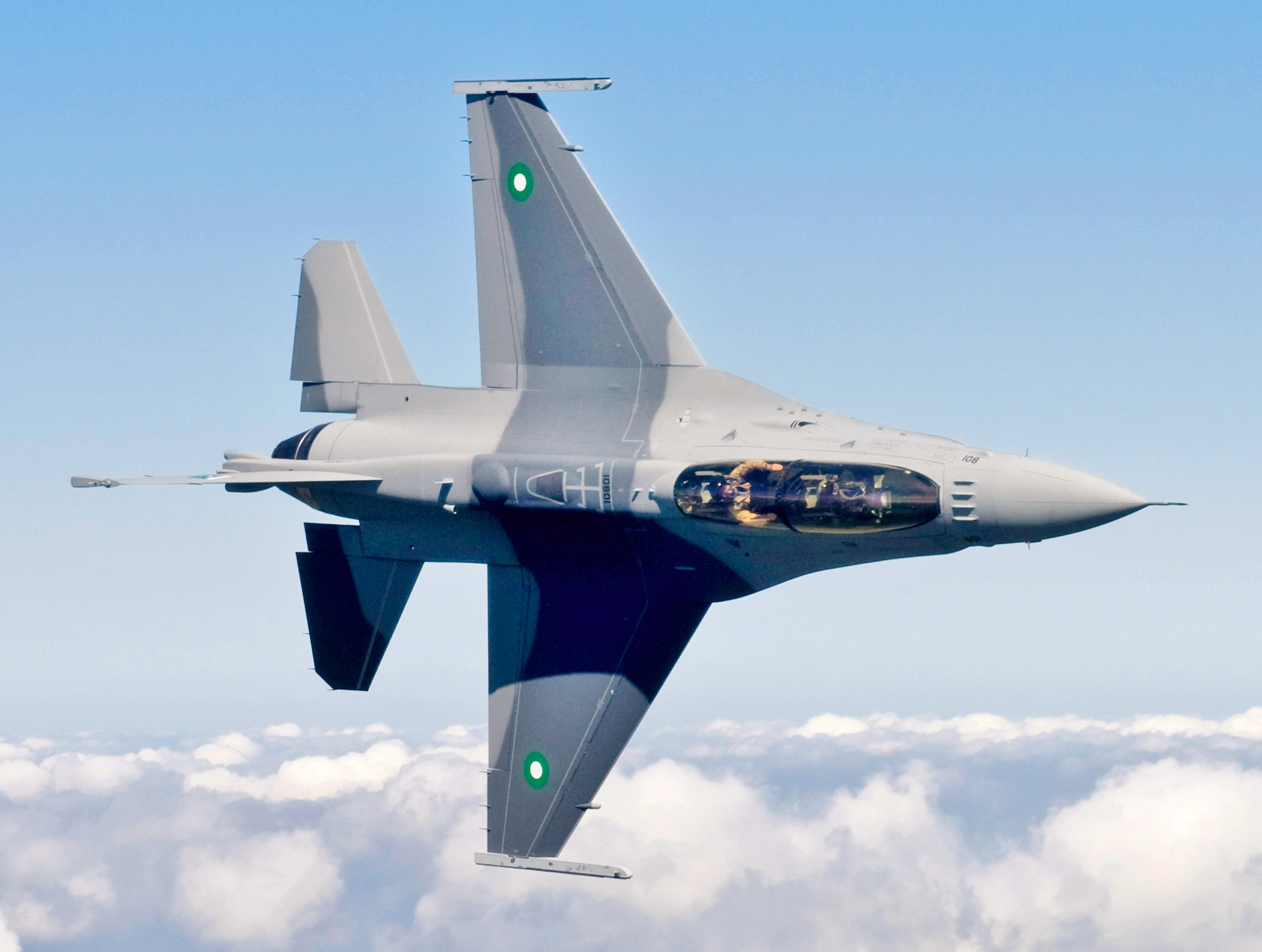
F-16D 블록 52 전투기는 2009년 10월 13일, 미국에서 비행 시험을 거쳐 출시되었다.

파키스탄 공군은 잠시 동안 현대화 작업에 차질을 겪었지만, 2006년 4월, 파키스탄 내각이 미국과 중국으로부터 현대 전투기를 포함한 여러 출처로부터 새로운 항공기와 시스템을 조달하기 위한 파키스탄 공군의 제안을 승인하면서 끝났다. AFFDP 2019 (무장 개발 프로그램 2019)는 2006년부터 2019년까지 파키스탄 공군의 광범위한 현대화를 감독할 것이다.
2008년 7월 24일, 조지 W. 부시 행정부는 미국 의회에 3억 달러에 가까운 지원금을 대테러 프로그램에서 파키스탄의 노후화된 F-16 전투기의 업그레이드로 전환할 계획이라고 통보했다. 부시 행정부는 2008년 6월 27일, 파키스탄의 F-16 전투기 재고를 늘리기 위해 7,500만 달러 상당의 ITT사의 전자전 장비를 판매할 것을 제안했다고 발표한 바 있다. 파키스탄은 AN/ALQ-211(V)9 첨단 통합 방어 전자전 세트 포드(AIDEWS) 21대와 그 밖의 관련 장비 구입에 대해 문의했다. 제안된 판매는 기존 함대가 이슬라마바드가 구매하는 F-16 블록 50/52 신형 전투기와 "호환성"이 있음을 보장할 것이다.
9·11 테러 이후 미국과 파키스탄은 금수조치된 F-16의 출시와 파키스탄의 신형 항공기 구매능력에 대한 논의를 시작하였다. 1990년 피스게이트 III/IV 계약에 따라 건조되어 금수조치된 F-16A/B 28대 중 14대는 2005년부터 2008년까지 EDA(Exce Defense Article)로 인도되었으며, 이 중 2대는 2007년 7월 10일에 인도되었다.
2005년과 2008년 사이에 14대의 F-16A/B 블록 15 OCU 전투기들이 미국과 파키스탄 간의 9·11 테러 이후의 갱신된 관계에 따라 파키스탄 공군에 인도되었다. 이것들은 원래 피스게이트 III/IV 계약에 따라 파키스탄을 위해 만들어졌지만 1990년에 미국이 파키스탄에 부과한 무기 금수 조치 때문에 결코 인도되지 않았다.